# Synanthedon tosevskii
Synanthedon tosevskii is een vlinder uit de familie wespvlinders (Sesiidae), onderfamilie Sesiinae.
Synanthedon tosevskii is voor het eerst wetenschappelijk beschreven door Špatenka in 1987. De soort komt voor in het Palearctisch gebied.